# Ludolf Fromme

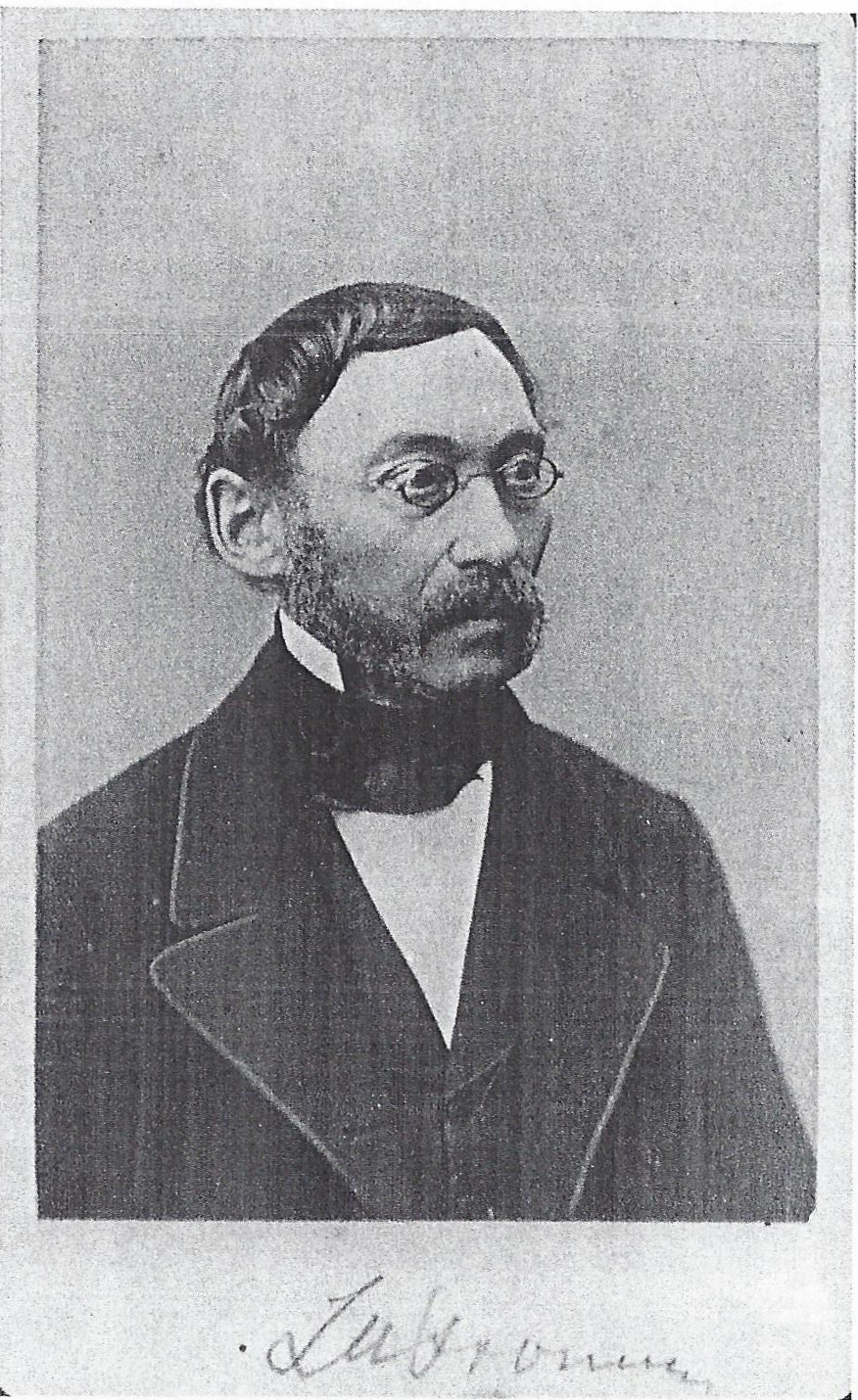
Ludolph Fromme

Ludolf Ulrich Fromme (* 28. August 1813 in Iber; † 12. Mai 1896 in Lüneburg) war ein deutscher Verwaltungsjurist im Königreich Hannover. Er war Bürgermeister von Lüneburg und saß als nationalliberaler Abgeordneter im Reichstag (Norddeutscher Bund).

## Leben
Nach dem Schulbesuch in Hannover studierte Fromme 1832–1835 an der Georg-August-Universität Göttingen Rechtswissenschaft. Er wurde 1832 im Corps Hannovera Göttingen aktiv und war somit Consemester von Otto von Bismarck. 1835 trat er als Verwaltungsjurist in den Staatsdienst ein, wurde in verschiedenen Ämtern eingesetzt und wurde 1844 Amtsassessor in Meyenburg (Osterstade). 1852–1859 war er Amtmann des Amts Dannenberg und von 1860 bis 1881 Bürgermeister der Stadt Lüneburg. Im Jahr 1863 wurde Fromme Mitglied der Landessynode. Vom August 1867 bis zur Reichstagswahl 1871 vertrat er den Wahlkreis 17 (Hannover–Neuhaus) im Reichstag des Norddeutschen Bundes. Seit 1867 vertrat er den Wahlkreis Lüneburg im Preußischen Abgeordnetenhaus. Er erarbeitete die Landschaftsverfassung für das ehemalige Fürstentum Lüneburg.